# Olympiska spelen i Ramlösa
Olympiska spelen i Ramlösa var ett idrottsevenemang som hölls vid hästkapplöpningsbanan mellan Ramlösa och Helsingborg åren 1834 och 1836, med målsättningen att återuppliva de antika olympiska spelen i Sverige och Norge. Spelen arrangerades på initiativ av fäktmästaren vid Lunds universitet, Gustaf Johan Schartau, som i slutet av 1833 hade bildat Olympiska Föreningen för detta ändamål. Tanken var att spelen skulle hållas årligen. 
Tävlingarna 1834 ådrog sig mycket uppmärksamhet i pressen, främst i den lokala Helsingborgs-Posten, och spelen täcktes även bland annat av Lundatidningen Skånska Correspondenten, Stockholmstidningen Dagligt Allehanda, Uppsalatidningen Correspondenten., Norrköpings Tidningar, Nyköpingsbladet, och Calmar Bladet,, samt en mindre notis i Aftonbladet. Publikantalet var också högt, men däremot var antalet tävlande lågt. Spelen kritiserades dessutom av Helsingborgs-Posten för att inte kunna hålla ordning på publiken. 
Inga tävlingar hölls 1835. Spelen 1836 fick avsevärt mindre uppmärksamhet i pressen, där det mest återigen framfördes kritik för den upprepade oordningen. Följaktligen blev det inte mer än två upplagor av dessa olympiska spel. 

## Tidigare "olympiska spel"

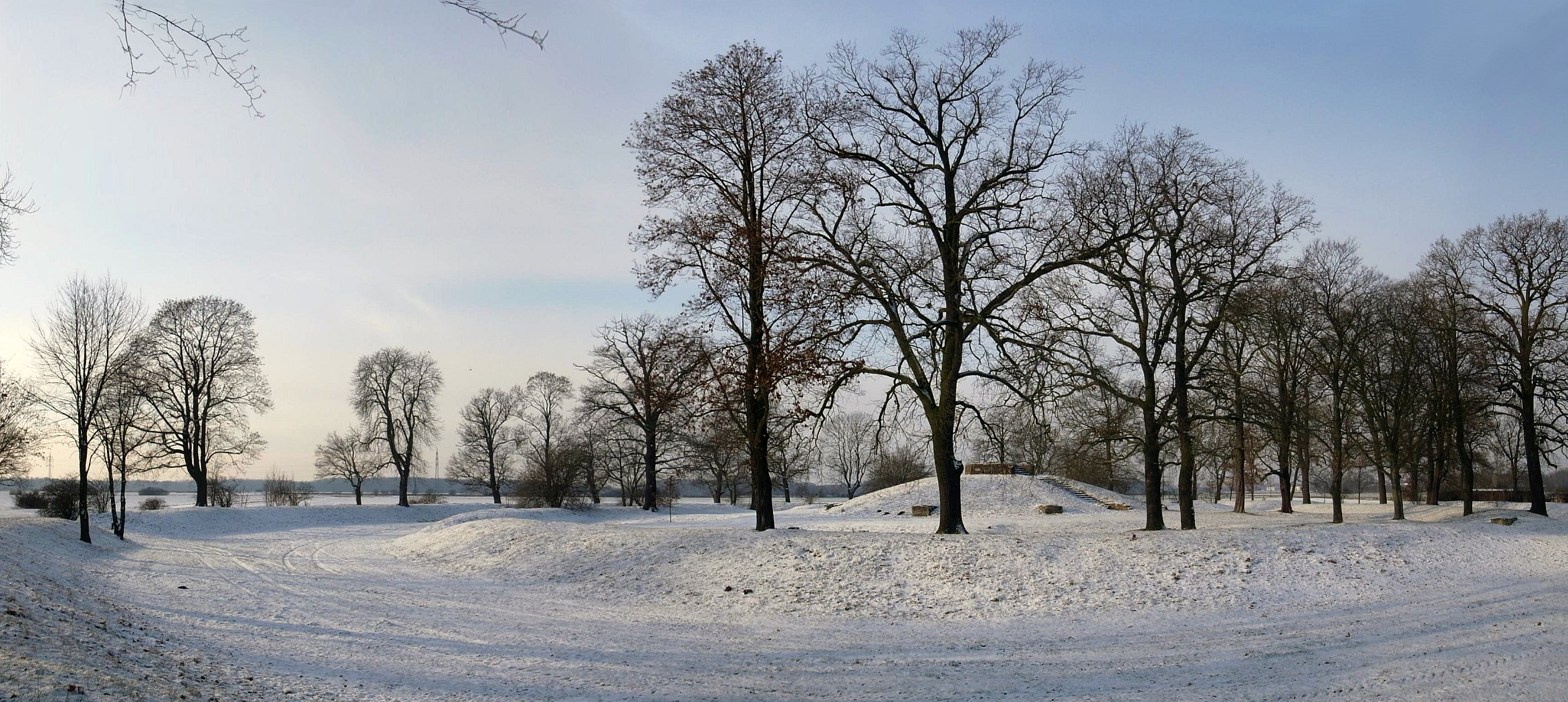
Drehberg i nuvarande trädgårdsområdet Dessau-Wörlitz. Där höll furste Leopold III av Anhalt-Dessau årligen sina olympiska spel på sin hustru Luises födelsedag.

Olika typer av spel, lekar och arrangemang som tagit inspiration från antikens olympiska spel har förekommit vid ett antal tillfällen tidigare i Europa. Redan 1612 arrangerade kapten Robert Dover de numera kallade Cotswolds Olimpick Games, men då mest med målsättningen att återuppliva de gamla engelska folkfestivalerna för att trotsa den framväxande puritanska rörelsen. Spelen avbröts i och med puritanernas övertagande av makten efter det engelska inbördeskriget 1642, men återupptogs under namnet Dover's Meeting 1660 efter restaurationen av monarkin. Spelen urartade dock så småningom till vad som 1773 beskrevs som en "hednisk ansamling" av fylleri och oordning. Denna andra omgång lades ner 1852, men spelen kom att återupplivas igen år 1963 som Robert Dover's Games.
Mellan åren 1777 och 1799 höll furste Leopold III av Anhalt-Dessau vad som kan ses som de första spelen som var direkt inspirerade av den antika olympiska rörelsen i Drehberg utanför Wörlitz i nuvarande Tyskland. Spelen återupplivades en kort tid mellan 1840 och 1842, och sedan 1989 hålls de återigen årligen.
Ett annat arrangemang som påminde om olympiska spel hölls vartannat år från 1832 och framåt vid ett Dominikanerseminarium i Grenoble. Dessa spel pågick en bit in i 1900-talet.

## Historia

### Olympiska Föreningen bildas
| Carl von Dannfelt (vänster) och Bror Cederström (höger), två av tillskyndarna till det olympiska arrangemanget. |  | Carl von Dannfelt (vänster) och Bror Cederström (höger), två av tillskyndarna till det olympiska arrangemanget. |
| Carl von Dannfelt (vänster) och Bror Cederström (höger), två av tillskyndarna till det olympiska arrangemanget. |  | |

Idén att i Sverige och Norge arrangera tävlingar med antikens olympiska spel som förebild kom från fäktmästaren vid Lunds universitet, Gustaf Johan Schartau. Schartau var son till den namnkunnige lundaprästen och väckelsepredikanten Henrik Schartau och hade under sin studietid vid Lund haft Pehr Henrik Ling, kallad den svenska gymnastikens fader, som fäktningsläromästare. Ling var en stor beundrare av de antika olympiska idealen, och detta kom att göra intryck på Schartau.
I början av 1830-talet tillbringade Schartau sina somrar i Helsingborg, där han för att utöka sin inkomst under universitetets sommaruppehåll erbjöd undervisning i gymnastik, fäktning och huggning. Vid denna tid hade intresset för hästkapplöpningar ökat i Sverige, och sådana tävlingar hölls vid en hästkapplöpningsbana som uppförts mellan Helsingborg och Ramlösa. Här fann Schartau sin skådeplats för sin plan.
Med stöd från ett antal framstående män från nordvästra Skåne – bland andra professorn och kyrkoherden David Munck af Rosenschöld, ägaren av Ramlösa hälsobrunn överste Carl von Dannfelt samt generallöjtnanten vid Kronprinsens husarregemente Bror Cederström – startade han i slutet av 1833 den Olympiska Föreningen. I en annons i Helsingborgs-Posten den 28 juni 1834 publicerade Schartau en avsiktsförklaring för den nya föreningen, i samband med förkunnandet om de nära förestående första olympiska spelen:
| ” | Det torde wara människans pligt att icke blott eftersträfwa fullkomligheter i anseende till själen; utan äfwen utbilda kroppen, så att de båda wännerna komma att stå i den inbördes enighet och jemnvigt sins emellan, att de troget stödja hwarandra under framskridande till sina fjärran aflägsna mål. Så tänkte Greklands och Roms Filosofer, och samma öfwertygelse delar äfwen den Olympiska Föreningen. Då wi älska den fornklassiska litteraturen, som ligger till grund för all högre bildning, böra wi äfwen följa de stora nationers exempel, som skänkte oss densamma. | „ |

Som avslutning skrev Schartau: "De Olympiska Spelen hafva länge warit begrafne i seklernas glömska; men wi hoppas att de en dag uti föryngrad gestalt, åter skola upplefva bland Skandinaviens kraftfulla söner." I förklaringen utsträcktes därmed en inbjudan till "alla högsinte och ädle Medborgare" att delta vid ett grundande sammanträde i Helsingborg den 13 juli 1834, med avsikten att påbörja tävlingarna redan nästa dag. Tanken var att de olympiska spelen sedan skulle arrangeras varje år.

### 1834 års olympiska spel

#### Förberedelser och inledning

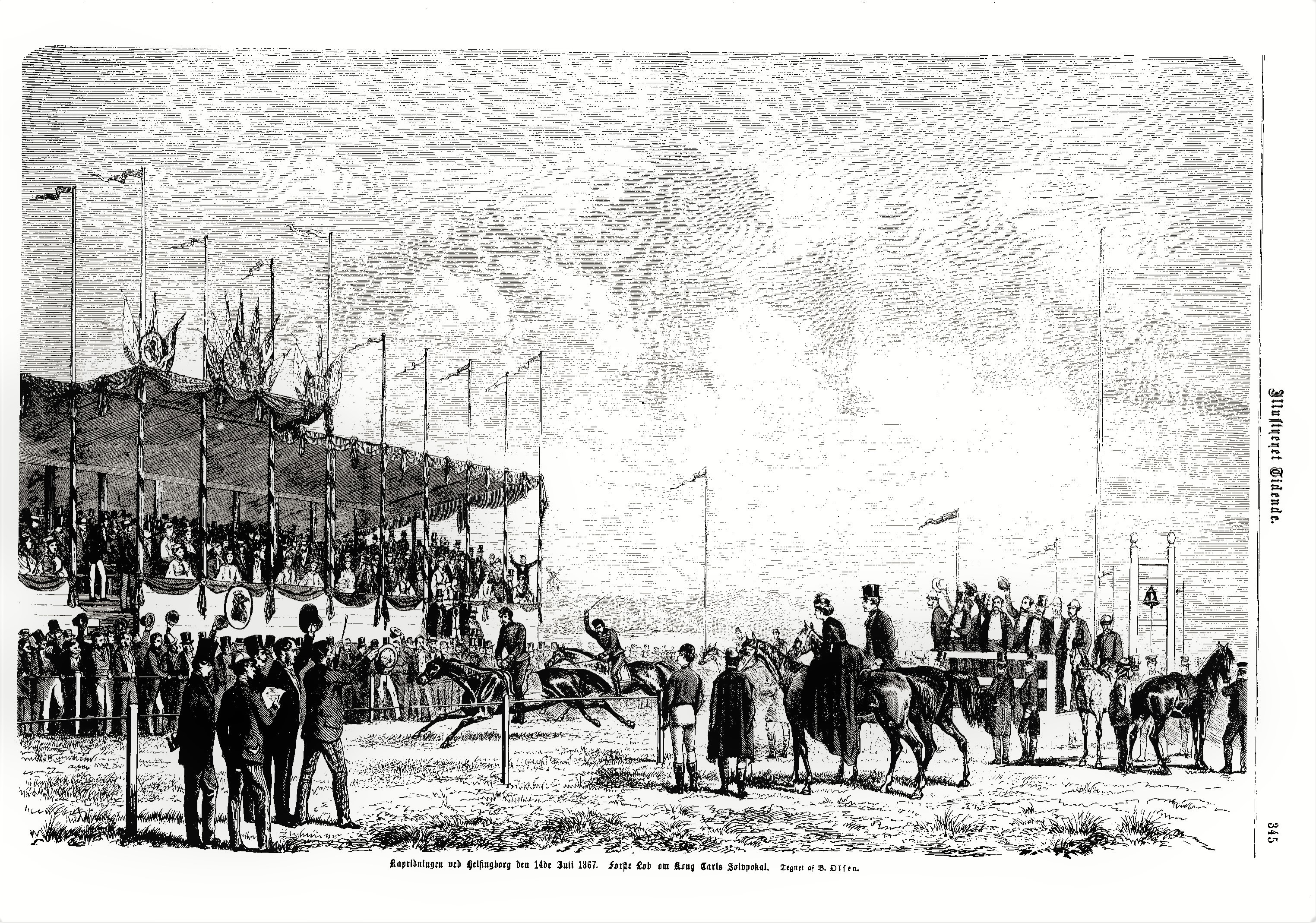
Hästkapplöpning vid Helsingborg den 14 juli 1867, avbildad i Illustreret Tidende nr. 408. Teckning av Bernhard Olsen.

Tidsplanen att starta tävlingarna redan dagen efter det konstituerande mötet kunde inte förverkligas, då det den tänkta dagen hölls kappridningar vid hästkapplöpningsfältet i Helsingborg. Kappridning var den stora publiksporten vid denna tid och tilldrog sig flera ditresta besökare från både Sverige och Danmark. Schartau såg det därför som klokast att flytta olympiaden till dagen efter kappridningarna. I stället för att konkurrera med kappridningen om publiken kunde man istället dra nytta av möjligheten att de tillresta åskådarna stannade kvar en extra dag för att även besöka Olympiska föreningens tävlingar. Möjligen var det Bror Cederström, som även var med och arrangerade hästkapplöpningarna, som rådde Schartau att byta datum. Den 5 juli publicerades ett meddelande i Helsingborgs-Posten om tävlingarnas nya datum:
| ” | De af den Olympiska Föreningen uti N:o 51 af denna Tidning utsatte täflingar wid Helsingborg den 14 juli, komma tillfölje af förekomne omständigheter, att istället hållas wid Ramlösa Torsdagen den 17 juli, på eftermidd., Hwarom Allmänheten härmedels underrättas, äfwen anmodas Föreningens ledamöter att tillswidare öfwerläggning sammanträda hos Herr Traktör Lundberg i Helsingborg Söndagen d. 13 juli kl. 11 förm. | „ |

Den 17 juli 1834 kom tävlingarna slutligen igång. Någon större nationell publicitet hade tävlingarna dock inte fått, även om det i de skånska tidningarna hade tryckts ett antal artiklar som uppmärksammade dem. Lundatidningen Skånska Correspondenten publicerade i sitt nummer 52 från den 28 juni 1834 en lång artikel, troligen skriven av tidningens huvudredaktör, som förordade Schartaus företag. Artikeln avslutades med "Wi kunna derför icke annat än på det högsta rekommendera Föreningens företag hos alla ädelt tänkande fosterlandsvänner, och det ska blifwa oss ett nöje att taga notis om resultaterna af de täflingar som andra kapplöpningsdagen wid Helsingborg komma att anställas, ehuru det i år icke kan blifwa annat än ett omoget försök". Helsingborgs-Posten uttalade i en artikel i sitt nummer 56 från den 15 juli en optimistisk förhoppning om att det blygsamma evenemanget i framtiden kunde utvecklas till ett "mången skönt och präktigt skådespel, mången ädel och dristig handling, mången till häfderna och minnet öfwergående bragd, som skall komma fadersbröstet att widgas af glädje, modersögat att gråta af fröjd och den älskande tärnans hjerta att klappa af kärlek, lycka och förtjusning." Även en del insändare från engagerade medlemmar av allmänheten publicerades. En av dessa var en underlig inlaga från David Munck af Rosenschöld där han argumenterade för att tävlingarna skulle vara av en mer praktisk natur, till exempel att löpsträckorna inte skulle vara för långa, då det svenska folket inte skulle vara tränat för långdistanslöpning.

#### Fyra grenar
Tävlingsprogrammet var begränsat till endast fyra grenar, men tanken var också att tävlingarna skulle kunna utföras under endast en dag. De grenar som valts ut var sådana som utövades av skånska ungdomar under allmogefesterna ute i byarna.
- Som den främsta grenen placerades tävlingar i "Wighetsrörelser och Balanser" (alltså gymnastik), där vinnaren tilldelades Olympiska Föreningens första pris i form av en guldring med inskrifter "O. F. åt segerwinnaren d. 17 juli 1834."
- Föreningens andra pris tilldelades vinnaren av "Kapplöpning till fots å kortare och längre bana". Även här var priset en guldring.
- Den tredje rankade grenen, och tillika föreningens tredje pris, var brottning. Här var priset istället en silverbägare med inskriften "Åt segerwinnaren wid de Olympiska täflingarne d. 17 juli 1834".
- Den sista grenen beskrevs som "Klättring och äntring å mast och linor". Denna gren gick ut på att de tävlande skulle klättra upp för en 17 alnar (drygt 10 meter) hög mast, där priset, en silverspecie, hängde. Detta förefaller ha varit inlagt som ett mer roande moment då stången var bestruken med såpa.[23]

I Schartaus ursprungliga upprop i Helsingborgs-Posten från den 28 juni 1834 angavs även "språng i höjden så wäl med som utan stång, samt öfwer lefwande häst" som andra gren, medan brottning, vighetsrörelser och balanser tillsammans utgjorde första grenen. Detta måste ha ändats vid Olympiska föreningens sammanträde den 13 juli då det i en notis i Helsingborgs-Posten den 15 juli angavs istället är de fyra ovanstående grenarna som anges tillsammans med sina respektive priser.

#### Deltagande
Gymnastiktävlingarna drog sju deltagare. De vanns av Ernst Krumlinde, studerande vid Lunds universitet.
Till kapplöpningstävlingarna hade 20 personer anmält sig. Dessa hade delats upp i fem lopp med fyra deltagare i varje på en 400 alnar (nära 240 meter) lång bana. De fem vinnarna från varje lopp möttes sedan i en final på en 850 alnar (drygt 500 meter) lång bana. Vinnare av finalen blev smedlärlingen Olof Jönsson från Glumslöv med en tid på 1 minut och 54 sekunder. Han var så utmattad vid målgången att enligt ett tidningsreferat från Helsingborgs-Posten "man måste stödja honom och till hans vederqwickelse anskaffa ett glas vatten: då deremot hans farligaste medtäflare, spelmannen Olof Olofsson från Råå, hwilken utan tvifwel på 1 000 alnars bana wunnit priset, befann sig så lite fatigerad, att han gerna med uppspelandet af en polska kunnat återkalla sin besegrares flydda lifsandar."
Sju personer hade anmält sig till brottningstävlingen. Arrangemanget vanns av husaren Nils Lamberg.
Deltagarantalet för mastklättringstävlingen uppgick till nio personer. Vinnaren var den första att lyckas att klättra upp och ta silverpengen, och turordningen avgjordes med hjälp av lottning. Stalldrängen Håkan Isaksson från Ellinge, den fjärde deltagaren i ordningen, var först att nå pengen och vann därmed tävlingen. Resterande tävlande fick dock också chansen att klättra, och Isakssons efterföljare, gossen E. Böttcher, lyckades klättra upp med sådan lätthet och kvickhet att åskådarna på plats gick samman och gav honom en prispeng på två riksdaler.
I övrigt tilldelade tävlingarnas prisdomare, generallöjtnant Bror Cederström, ut extra monetära prisbelöningar till två deltagare som utmärkt sig: en i kapplöpning och en i gymnastik. Två till tre ytterligare deltagare i de övriga grenarna fick också de särskild beröm för sina insatser. Totalt uppgick antalet tävlande till 43 personer.

#### Summering

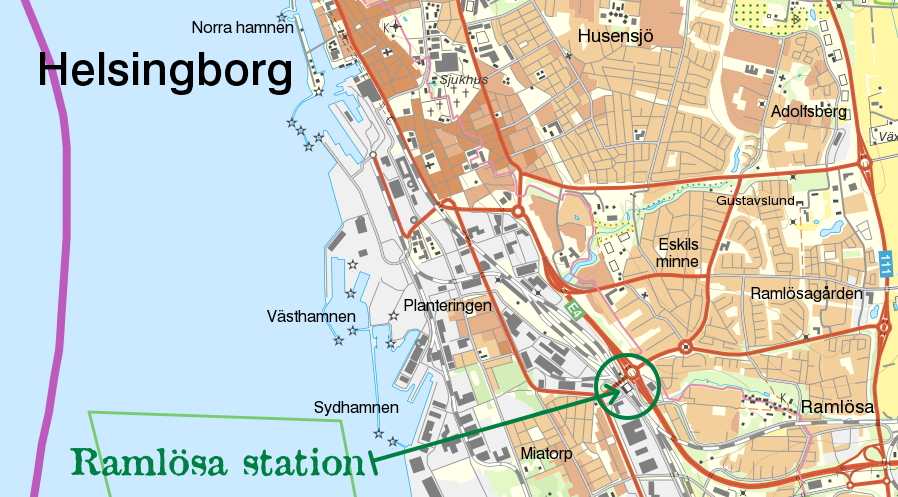
Vid platsen för tävlingarna, kapplöpningsfältet vid Ramlösa, finns idag en pendeltågsstation för Pågatåget (utmärkt i grönt på kartan).

Trots det blygsamma deltagarantalet blev det idrottsliga eftermälet från tävlingarna gott. Olympiaden hade tilldragit sig flera tusen åskådare och tävlingarna täcktes i stor detalj i den lokala tidningen Helsingborgs-Posten, som i sitt nummer 58 från den 22 juli 1834 rapporterade om evenemanget på sina två första sidor av totalt fyra. Dessa är några av de tidigaste exemplen på idrottsreferat i Sverige. Referaten från Helsingborgs-Posten förmedlades även av bland annat Skånska Correspondentens nummer den 26 juli och Stockholmstidningen Dagligt Allehandas nummer den 2 augusti.
Ordningen under själva arrangemanget kom däremot  att kritiseras hårt. De flesta funktionärer var antingen unga gossar eller "helt och hållet obscura personer", och det hade blivit stor publikträngsel runt de olika tävlingarna. Tidningsreferatet i Helsingborgs-Posten anger: ”Redan wid lekarnes början genombröts kretsen af det påträngande folket, hwilket i stort antal, lockadt af sakens nyhet, infunnit sig. [...] Icke hälften af de omkring arenan samlade damerna fick åskåda täflingarne och till och med många bättre personer af det starkare könet, som ej med knuffningar och stötar wille bana sig wäg, gick det wäntade skådespelet förlorat.” Tidningen hade också hoppats på ett större deltagarantal, men antog att många avstått på grund av "dels fördomar, dels blygsamhet eller andryghet" men yttrade hopp om att nästa års lekar skulle ge bättre uppslutning.

### 1836 års olympiska spel
Lekar var planerade även 1835 vilket framgår i en artikel i Helsingborgs-Posten den 18 juli 1835. I artikeln beskrivs de olympiska tävlingarna som tredje akten i stadens "sommar-lustspel", där hästkapplöpningarna och skyttesällskapets sammankomst anges som första och andra akten. Verkställandet av de olympiska tävlingarna verkar dock ha varit osäkert, då det i artikeln föregås av ett visst förbehåll genom formuleringen "om lyckan är oss blid och ryktet ej bedrager". Varför de olympiska tävlingarna ställdes in är däremot ovisst. Åke Svahn spekulerar i sin bok om tävlingarna att det kan ha berott på den koleraepidemi som härjade under hösten 1834, men eftersom  hästkapplöpningarna och skyttesällskapets sammankomst hölls som planerat anser han det som osannolikt.

#### Förberedelser
Året därefter arrangerade Schartau däremot återigen tävlingar. Tävlingarna utannonserades i båda de dåvarande lokala Helsingborgstidningarna: i Helsingborgs-Postens nummer 61 den 30 juli och i Telegrafens nummer 61 den 2 augusti. I början av annonsen, med rubriken "Anmälan" och som är identisk i de två tidningarna, skriver Schartau:
| ” | Af det uppmuntrande bifall och intresse hvarmed Provinsens högre Invånare och Ståndspersoner i allmänhet behagat omfatta den Olympiska Föreningens bemödande att bland Svenske Medborgare väcka en mera allmän håg för sådana kämpalekar och idrotter, som bidraga till utvecklingen af Nationens physiska och moraliska kraft, finner densamma sig uppmanad att, dagen efter sista Häst-kapplöpningen, eller den 4 nästkommande Augusti kl. 4 eft. m., vid Ramlösa anställa ett slags Olympiad. | „ |

År 1836 års upplaga av de olympiska lekarna hölls alltså liksom de föregående tävlingarna efter de populära hästkapplöpningarna och även på samma plats som de föregående tävlingarna. Då hästkapplöpningarna detta år hölls senare än de 1834 kom alltså de olympiska tävlingarna att inte hållas förrän den 4 augusti 1836. I Schartaus annons framgår också att tävlingsgrenarna skulle vara desamma som de fyra grenar som arrangerades vid 1834 års olympiska lekar, med tillägget av en femte gren i form av en författartävling. Priset, en krans av ek och lager, delades ut ”åt den som författar och uppläser den bästa afhandling om de fordna Olympiska spelen jemförda med Medeltidens riddarspel, torneringar samt nyttan av kämpalekars återupplifvande i närvarande tid.”
I Helsingborgs-Posten nummer 62 från tisdagen den 2 augusti 1836 publiceras strax innan tävlingarna ännu ett upprop författat av Schartau:
| ” | Då så många Sällskaper och Föreningar med nit och patriotism sträfwa att befordra det allmännas väl, hoppas Olympiska Föreningen äfwen dertill kunna bidraga, då densammas ändamål är att väcka en mera allmän håg för den klassiska forntidens idrotter och kämpalekar, som alltid utvecklat nationernas physiska och moraliska kraft. [...] ja, wi hysa den angenäma öfwertygelse, att om de sköna konsterna, hwars genier från religionens och sanningens grundpelare lyfta sina wingar, mera allmänt omfattades wid wår nations, i detta hänseende, ännu ofullkomliga uppfostringsanstalter, så att de ingingo i det offentliga lifwet, och, såsom fordom i Grekland, stundom framträdde till en Olympisk täflan, så skulle det lägre materiella intresset – werldens beherskarinna och lasternas moder – småningom besegras av dygden: fängelsernas murar ej genljuda af så många olyckliga qwal; ty menskligheten, såmedelst förd till medwetande och kanske af sitt bättre wärde, skulle uti ljus och dygd åter andas sin sanna frihet, och en Olympisk friskhet färga den försjunknes blekare kinder. [...] Föreningen följer Grekernas exempel, då den lägger Gymnastiken till grund för den stora byggnaden, och hoppas, genom biträde af de öfriga sköna konsterna framledes efterhand fullborda det hela. | „ |

#### Utförande
Tävlingarna 1836 rönte ingen särskilt stor uppmärksamhet i tidningarna och endast kortfattade notiser publicerades i både Helsingborgs-Posten och Telegrafen. Ingenting nämndes i någon av tidningarna om antalet tävlande eller vilka vinnarna var av de olika grenarna och den informationen förefaller därför ha gått förlorad. Däremot var åskådarantalet fortsatt stort och båda tidningarna berömde Schartau för initiativet till tävlingarna, men återigen beklagade de sig över den dåliga ordningen. Åskådarhavet hade trängt sig på i sådan utsträckning att de stört de tävlande. Helsingborgs-Posten nämner i sitt nummer 63 från den 6 augusti 1836 tävlingarna i samband med rapporteringen av de föregående hästkapplöpningarna:
| ” | De Olympiska lekarne wid Ramlösa, hwilka första gången ägde rum år 1834, men förl. år woro inställda, hade dagen derefter eller sistl. Torsdag samlat en stor mängd åskådare å nämnde ställe. I de delar deraf, som i år exeqverades wisade sig håg för täflan och belöningar utdeltes. Med all den rättwisa, som lemnas Herr Schartau, såsom stiftare af dessa företag, föranlåtas wi dela den allmänna önskan, att nästa gång få se sådana arrangementer widtagna, som jemte det de lätta åskådandet befordra den ordning, som wid sådana tillfällen är så nödwändig, men både nu och förra gången saknades. | „ |

Telegrafens notis var ännu kortare och noterade om oordningen att det ”äfven förra gången varit fallet". Notisen börjar med att uppgivet konstatera "Om de Olympiska lekar, som i går på Ramlösa anställdes, är ej något att säga". Helsingborgs-Postens notis ovan visar på en förhoppning om att ordningen skulle bli bättre nästa gång, men det blev dock ingen ytterligare upplaga och 1836 års tävlingar kom att bli de sista olympiska spelen som arrangerades vid Ramlösa.

## Efterspel och eftermäle
I Post- och inrikes tidningars artikel från den 19 maj 1843 om nedanstående lekar rapporteras att bildandet av Olympiska föreningen 1833 skulle ha föranlett greve Gustaf Hans von Fersen att vid 1834 års riksdag lägga fram en motion om att staten skulle anslå 300 riksdaler åt varje läns länsstyrelse att användas som prispengar vid tävlingar för att uppmuntra införandet av "väl ordnade folkfester". I sitt uttalande om motionen under Ridderskapet och adelns sammanträde den 2 juni 1834, där han svarar på frågan om 300 riksdaler är en tillräckligt stor summa, refererar von Fersen till att "Jag har funnit, att stora pris icke behöfvas, då man i våra landsorter vill anställa täflingsöfningar. Allmänna nöjet verkar mer än penningarna. Att endast få personer skulle deltaga i dessa täflingsöfningar kan jag ej tro. Jag har sett i Skåne personer resa 12 à 14 mil för att deri deltaga, och att af allmogen icke blott de, som bott närmast, utan äfven ganska aflägset boende, öfver varit dem." Då detta uttalande gjordes innan de olympiska tävlingarna 1834 hade hållits, måste von Fersen dock ha syftat på andra tävlingar. I artikeln hävdas även att de olympiska tävlingarna vid Ramlösa ska ha inspirerat till liknande tävlingar i Danmark, men vilka det skulle handla om framgår inte.

### Tävlingslekarna i Stockholm 1843

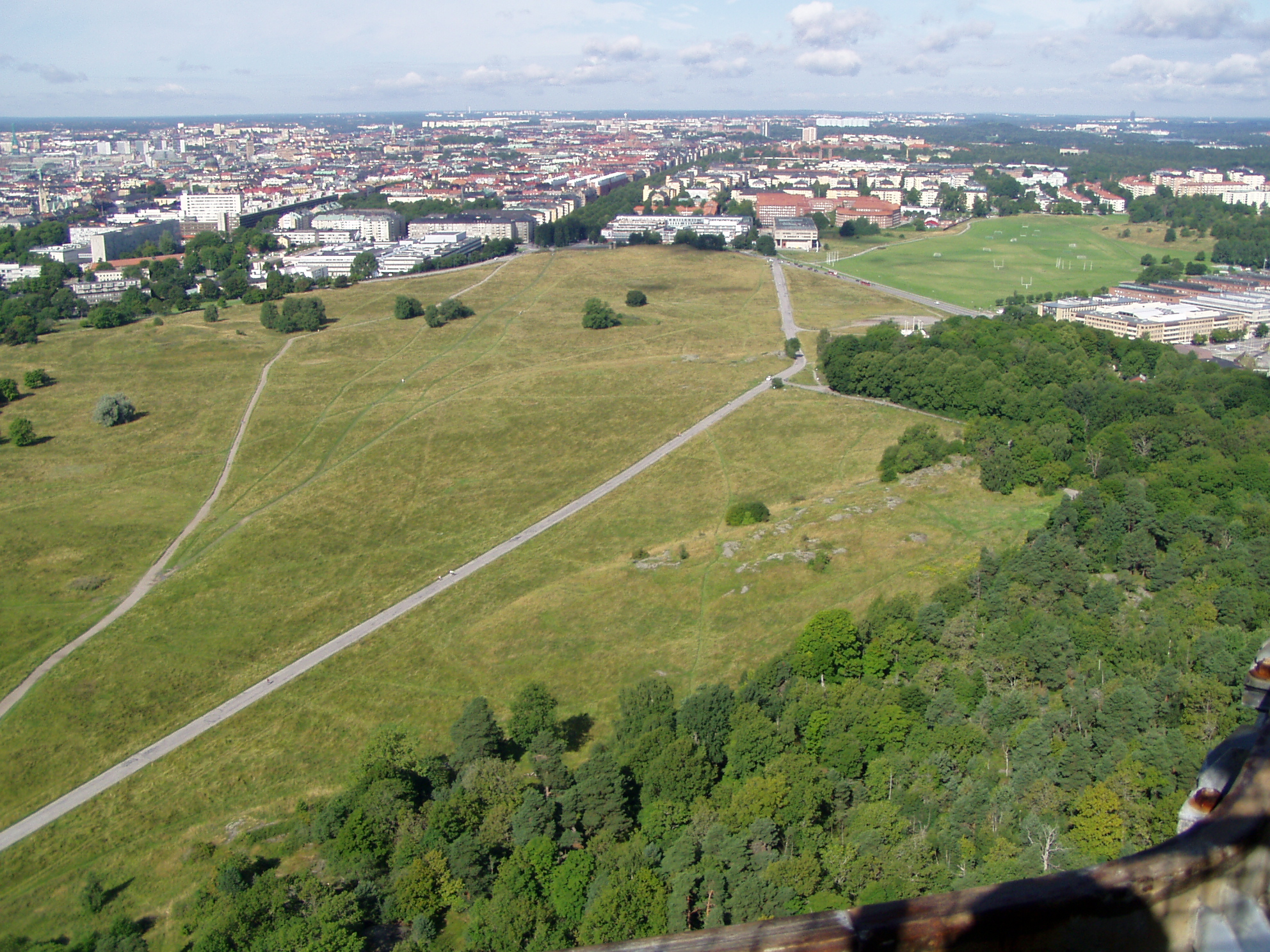
Tävlingslekarna i Stockholm 1843 arrangerades på Ladugårdsgärde.

Schartau gav inte upp idén om idrottstävlingar i Sverige. Efter att ha lämnat sin anställning som fäktmästare vid Lunds universitet 1843 gjorde han samma år ett försök att återuppliva tävlingarna, denna gång i Stockholm. Post- och inrikes tidningar rapporterade i sitt nummer 115 från den 19 maj 1843 att Schartau, tillsammans med festarrangören löjtnant Knut Erik Venne Höökerberg, den 6 augusti skulle anordna en folkfest på Ladugårdsgärde (nuvarande Gärdet) i Stockholm, där det skulle hållas offentliga tävlingslekar med målet att ”verka fördelaktigt på folkets moraliska och ästetiska utveckling”. Aktiviteter som planerades var musik med körer, brottning och kämpande, äntring av mast, kappkörning, kapplöpning, boxning samt mer komiska tävlingar som säcklöpning och jagande av en inoljad sugga.
Arrangemanget fick stort utrymme i Stockholmspressen och började annonseras ut redan i maj med de olympiska spelen i Ramlösa som vitsord. Följaktligen ådrog det sig stor uppmärksamhet, och enligt en uppgift ska uppemot 25 000 åskådare ha ansamlats vid tillfället för tävlingarna. En annan mer beskedlig uppskattning anger 8 000 åskådare. Oavsett resulterade det stora folkhavet i att ännu större oordning än den vid Ramlösa bröt ut, och på grund av detta kunde vissa av tävlingarna inte ens genomföras. Detta förefaller ha varit Schartaus sista försök att anordna större offentliga idrottstävlingar.

### Eftermäle

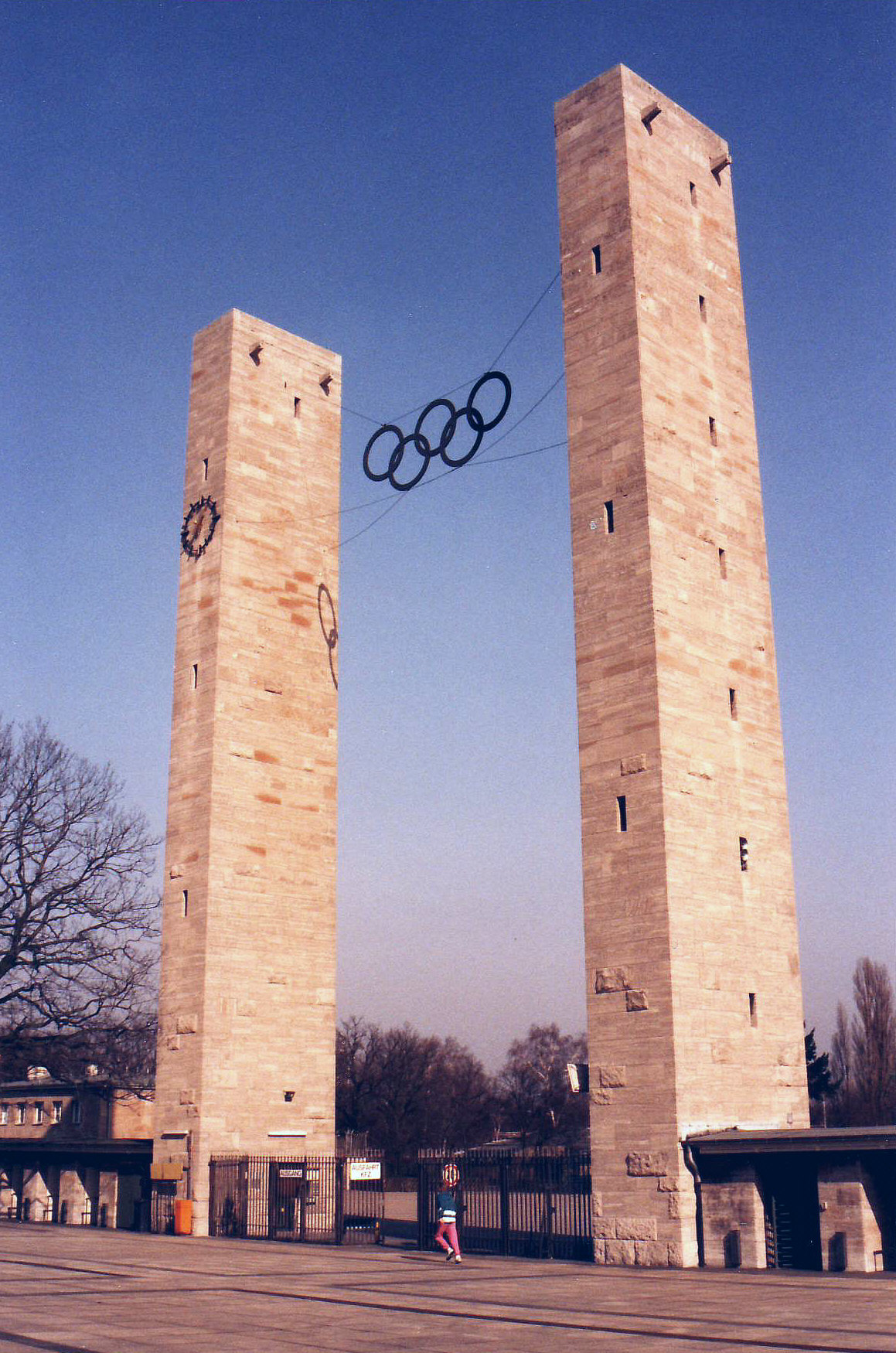
Vid sommar-OS 1936 uppmärksammades jubileet av de olympiska tävlingarna i Sverige–Norge 100 år tidigare.

Tävlingarna i Ramlösa kom så småningom att falla i glömska. De förblev bortglömda i nära exakt 100 år, fram till dess att advokaten och folkminnesforskaren John Pape vid de olympiska vinterspelen i Garmisch-Partenkirchen 1936 läste en notis i en tysk tidning vars rubrik lydde "Olympische Spiele in Schweden schon vor 100 Jahren" ('Olympiska spel i Sverige redan för 100 år sedan'). Notisen hänvisade till en artikel i Magazin für die Litteratur des Auslandes från samma år där det berättades om Olympiska Föreningens bildande samt 1834 års olympiska lekar och hur "svenskarna egentligen var de första, som återupptog och förnyade den olympiska tanken och till och med omsatte den i handling".
Hästkapplöpningsbanan där tävlingarna anordnades är sedan länge försvunnen, och på dess plats står nu Helsingborgs godsbangård. Dock har olympiadens minne bevarats genom gatu- och kvartersnamn i kvarteren kring godsbaneområdet. Gatunamn som Kapplöpningsgatan och Rännarbanan anspelar till de olika grenarna under spelen, medan namnet Fäktmästaregatan anspelar på Schartau själv. Kvarteren har fått namn som Kvarteret Gymnasten, Kvarteret Brottaren, Kvarteret Olympiaden och Kvarteret Målet.
I samband med sitt 100-årsjubileum utsåg Riksidrottsförbundet 100 idrottsliga kulturmiljöer i Sverige, och med anledning av de olympiska spelen 1834 och 1836 var platsen för arrangemanget – den nu försvunna hästkapplöpningsbanan – en av dessa miljöer. Den 7 september 2003 avtäckte dåvarande vice ordföranden av Helsingborgs kommunfullmäktige, Anna-Maria Myszka-Gustafsson, en minnestavla över tävlingarna placerad invid handelsområdet vid Ryttaregatan.

## Bildgalleri

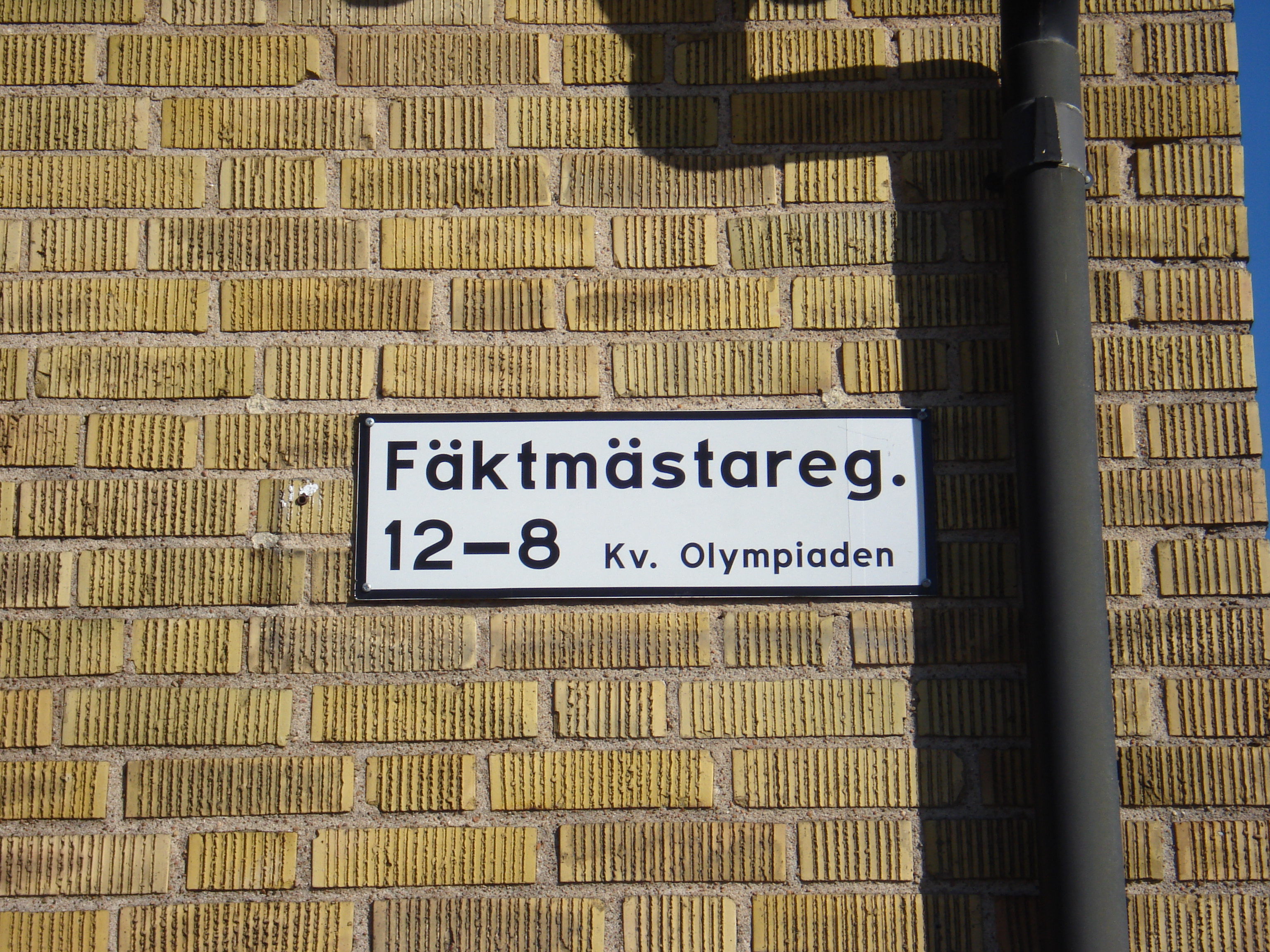
Fäktmästaregatan i kvarteret Olympiaden.
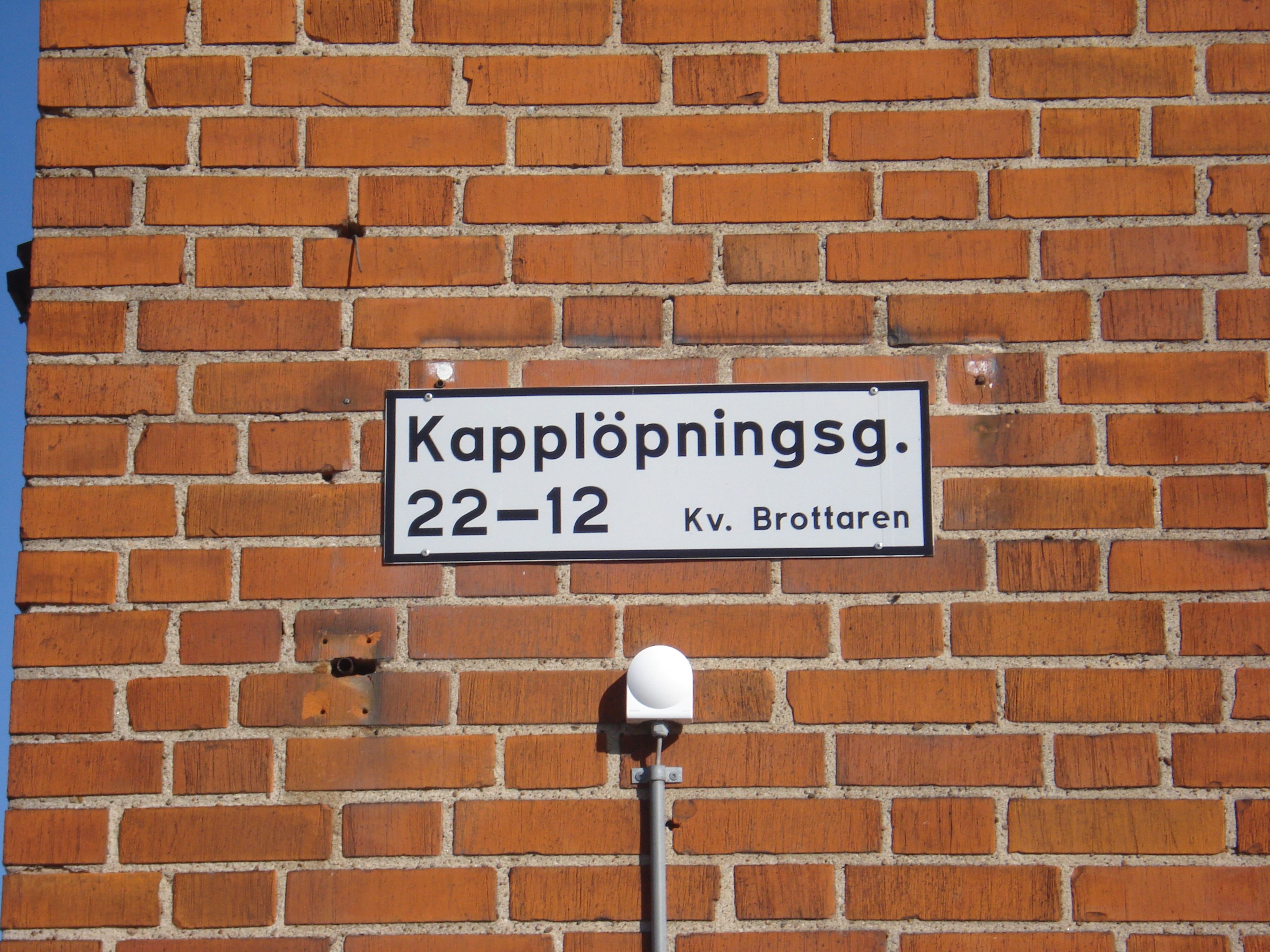
Kapplöpningsgatan i kvarteret Brottaren.
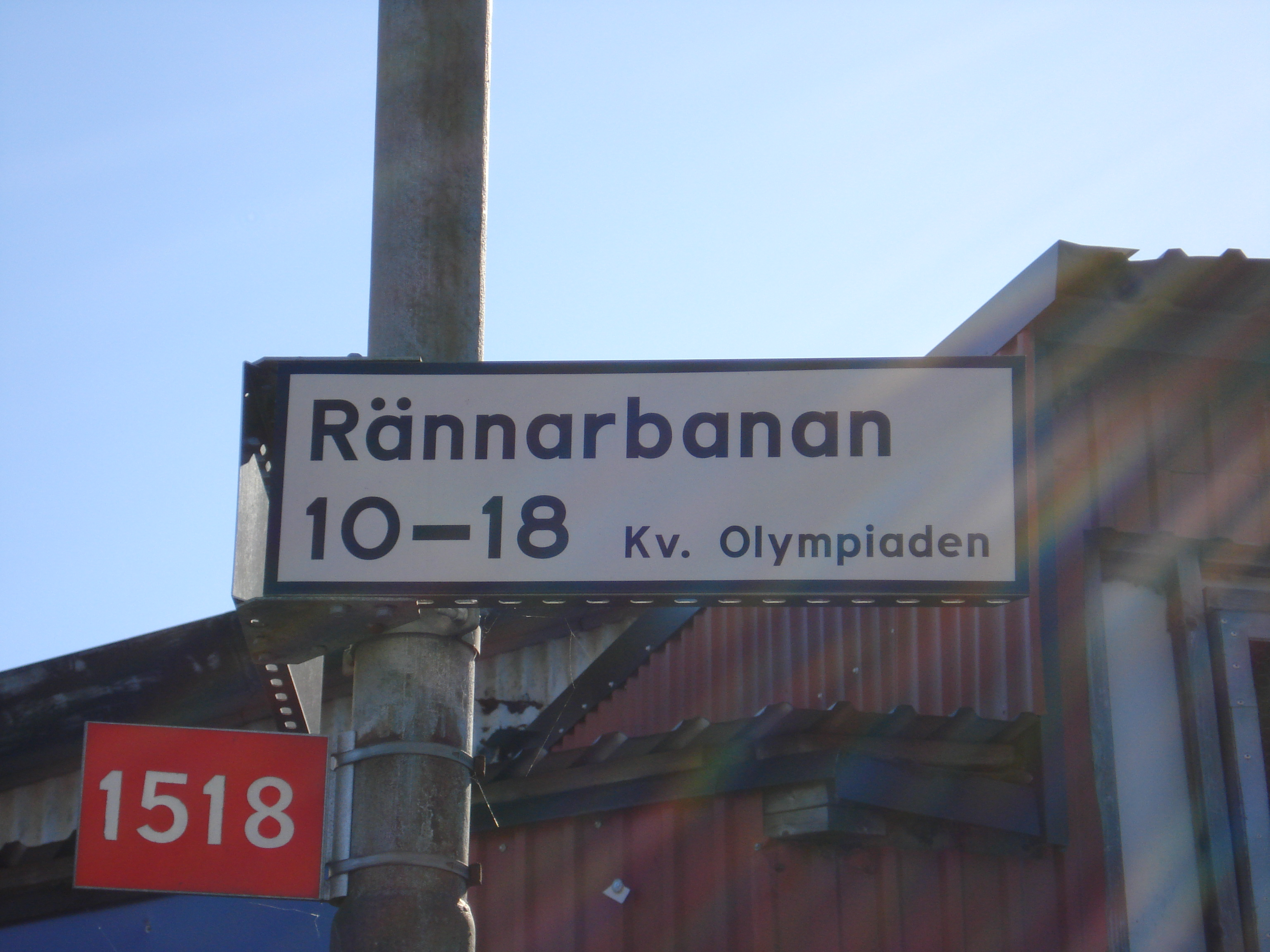
Rännarbanan i samma kvarter.
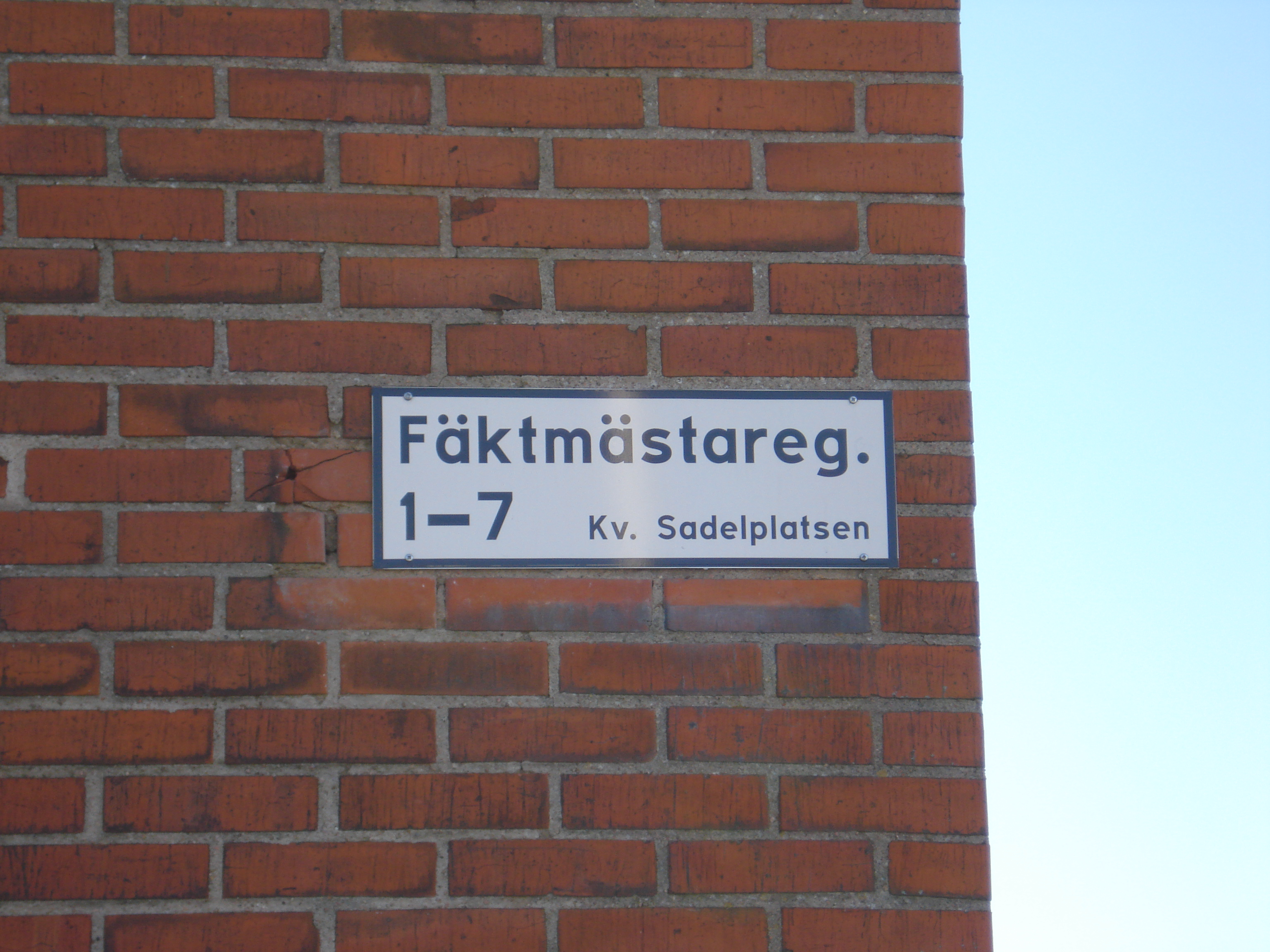
Även kvarteret Sadelplatsen minner om den svunna kapplöpningsbanan.